# David von Rhonfeld
David von Rhonfeld, Emil (Emilian) (Prag, 1. srpnja 1837. – ? Beč, između 1914. i 1917./Beč, 4. okrug, 10. svibnja 1918.), austrijski general, namjesnik i vojni zapovjednik u Dalmaciji

## Životopis
Vojnu izobrazbu stekao u Vojnoj akademiji u Bečkome Novom Mjestu i Ratnoj školi (Kriegsschule) u Beču. Godine 1859. sudjelovao u ratu Austrije protiv Pijemonta i Francuske, a 1866. u ratu Austrije s Italijom i Pruskom pa je 1868. postao major (bojnik), 1872. potpukovnik, a 1875. pukovnik. Za okupacije BiH 1878. sudjelovao u vojnim operacijama.
Bio je zapovjednikom 29. pješačke regimente od 23. kolovoza 1876. U pohodu po BiH njegova je regimenta dala veliki doprinos, osobito u bitkama oko Doboja 16., 19., 23. i 26. kolovoza 1878. godine. Koncem iste je godine za ratne zasluge dobio viteški križ Reda Leopolda s dekoracijom. Od travnja 1880. vodio 17. pješačku brigadu.
Studenoga 1880. postao general major. Zapovijedao 7. gorskom brigadom za ustanka u južnoj Dalmaciji 1882. 1886. postao je podmaršal. Od 1889. bio je zamjenik glavnoga zapovjednika za BiH, a 1890. imenovan namjesnikom i vojnim zapovjednikom u Dalmaciji (od 11. listopada 1890. vojske i Landwehra). Bio je posljednji vojni namjesnik austrijske krunske zemlje Dalmacije. U generalski čin Feldzeugmeistera promaknut je 1893. Kao namjesnik radio je na gospodarskom unaprjeđenju pokrajine (gradnja prometnica, isušivanje močvara i dr.). Zauzimao se za uvođenje hrvatskog jezika kao službenog u državnim uredima u Dalmaciji.
22. svibnja 1894. godine kod Ministarstva bogoštovlja i nastave založio za donošenje zakona o zaštiti spomenika. Pionir je turizma u Dalmaciji, posebice kulturnog turizma. 
U spomeničkoj je baštini vidio dugoročni izvor zarade za zaostalu pokrajinu. Ministarstvu je uputio dopis u kojem je iznio svoje viđenje razloga gospodarske stagnacije Dalmacije i lošeg političkog stanja. Smatrao je da bi se predloženim zakonom stvorili uvjeti za očuvanje i proučavanje bogatog umjetničkog blaga. Za 1895. godinu zatražio je povišenje proračunskoga iznosa za «umjetničke i arheološke svrhe». Dok je bio namjesnik, izvedena je ili započeta velika većina restauratorskih radova u Dalmaciji u 19. stoljeću, niz novih parobrodnih linija je uveden, izgrađeno je više novih hotela, dok je u samom Beču osnovano Društvo za promicanje ekonomskih interesa krunske zemlje Dalmacije koje se u svome listu uglavnom zalagalo za promicanje dalmatinskoga turizma. Godine 1901. umirovljen, 1902. dobiva barunsku titulu (od tad nosi naslov Freiherr), a 1908. imenovan je pješačkim generalom.
Kći Valerija bila je prva ljubav i mecena Rainera Marije Rilkea.

## Odličja
- razni naslovi (tajni vijećnik)[2]
- 1878.: viteški križ Reda Leopolda s dekoracijom[2]
- 1883.: srpski Red Takova[2]
- 1892.: nagrada prvog razreda Reda željezne krune[2]
- 1893.: veliki križ papinog Reda sv. Grgura[2]
- 1898.: veliki križ Reda Leopolda s ratnom dekoracijom viteškog križa[2]
- 1902.: veliki kordon Osmanskog reda Osmanije[2]

## Vanjske poveznice
- David von Rhonfeld, Emil Freiherr, Deutsche Biographie
- David von Rhonfeld, Emil Freiherr Zbirka portreta, Austrijska nacionalna knjižnica